# 瓦申克山脈

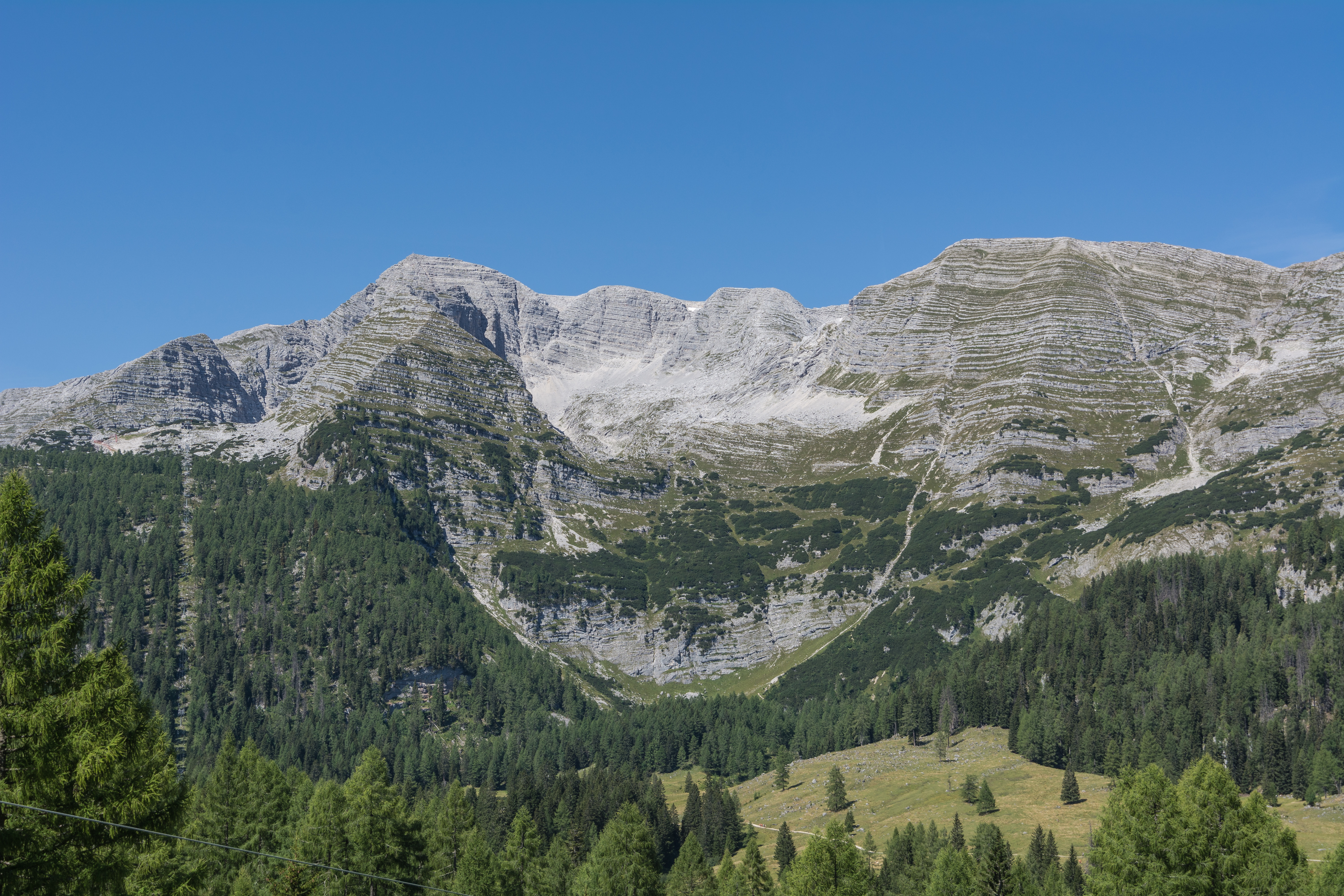

47°39′9″N 14°14′27″E / 47.65250°N 14.24083°E
瓦申克山脈（德語：Warscheneckgruppe），是奧地利的山脈，位於該國北部，處於上奧地利州和施泰爾馬克州接壤的邊界，屬於托特斯山脈的一部分，海拔高度2,388米。